# Janusz Krupiński
Janusz Krupiński (ur. 27 czerwca 1958 w Krakowie, zm. 16 lutego 2009 tamże) – piłkarz i trener Wisły Kraków.